# Nati nel 1394
| Questa pagina contiene informazioni ricavate automaticamente dalle voci biografiche con l'ausilio del template Bio e di un bot. L'aggiornamento è periodico e automatico e ricostruisce completamente la pagina. Se manca una persona in questa lista, sei pregato di non aggiungerla, ma accertati piuttosto che la sua voce biografica contenga il template Bio e che i dati anagrafici siano correttamente compilati. Se il template Bio manca, inseriscilo tu stesso o, in alternativa, metti l'avviso {{tmp\|Bio}} che ne segnala la mancanza. Se i dati riportati sono sbagliati, correggi direttamente la voce biografica; le modifiche saranno visibili in questa lista entro pochi giorni. Per chiarimenti vedi il progetto biografie. La lista contiene solo le 18 persone che sono citate nell'enciclopedia e per le quali è stato implementato correttamente il template Bio. Pagina aggiornata al 10 ago 2025. |

- 4 marzo - Enrico il Navigatore, esploratore portoghese († 1460)
- 22 marzo - Uluğ Bek, astronomo e matematico persiano († 1449)
- 4 giugno - Filippa di Lancaster, principessa inglese († 1430)
- 12 luglio - Ashikaga Yoshinori, militare giapponese († 1441)
- 25 luglio - Giacomo I di Scozia, re († 1437)
- 12 ottobre - Lorenzo il Vecchio, banchiere italiano († 1440)
- 24 novembre - Carlo di Valois-Orléans, nobile francese († 1465)
- Bona d'Artois, principessa francese († 1425)
- Antonio Beccadelli, poeta, storico e scrittore italiano († 1471)
- James Berkeley, I barone Berkeley, nobile britannico († 1463)
- Ikkyū Sōjun, monaco buddhista, abate e poeta giapponese († 1481)
- Antonia Malatesta di Cesena, nobildonna italiana
- Cimburga di Masovia, duchessa († 1429)
- Pafnuzio di Borovsk, monaco cristiano, religioso e santo russo († 1477)
- Catone Sacco, giurista italiano († 1463)
- Basilius Valentinus, alchimista tedesco
- Richard de Beauchamp, I conte di Worcester, nobile inglese
- Antonio della Chiesa, presbitero italiano († 1459)